# گنادی لالیف
گنادی لالیِف (روسی: Генна́дий Ла́лиев؛ زادهٔ ۳۰ مارس ۱۹۷۹) کشتی‌گیر بازنشستهٔ اوستیایی‌تبار اهل روسیه‌ است که در دستهٔ میان‌وزن کشتی آزاد برای قزاقستان رقابت می‌کرد. لالیف برندهٔ مدال نقره در المپیک ۲۰۰۴ آتن، مدال برنز مسابقات قهرمانی کشتی جهان (۲۰۰۳) و دو مدال برنز از مسابقات قهرمانی کشتی آسیا (۱۹۹۹، ۲۰۰۶) است. او همچنین به عنوان ملی‌پوش قزاقستان در المپیک ۲۰۰۰ سیدنی رقابت کرد اما با باخت در برابر براندون اسلی آمریکایی از کسب مدال بازماند.